# 5th Avenue Theatre

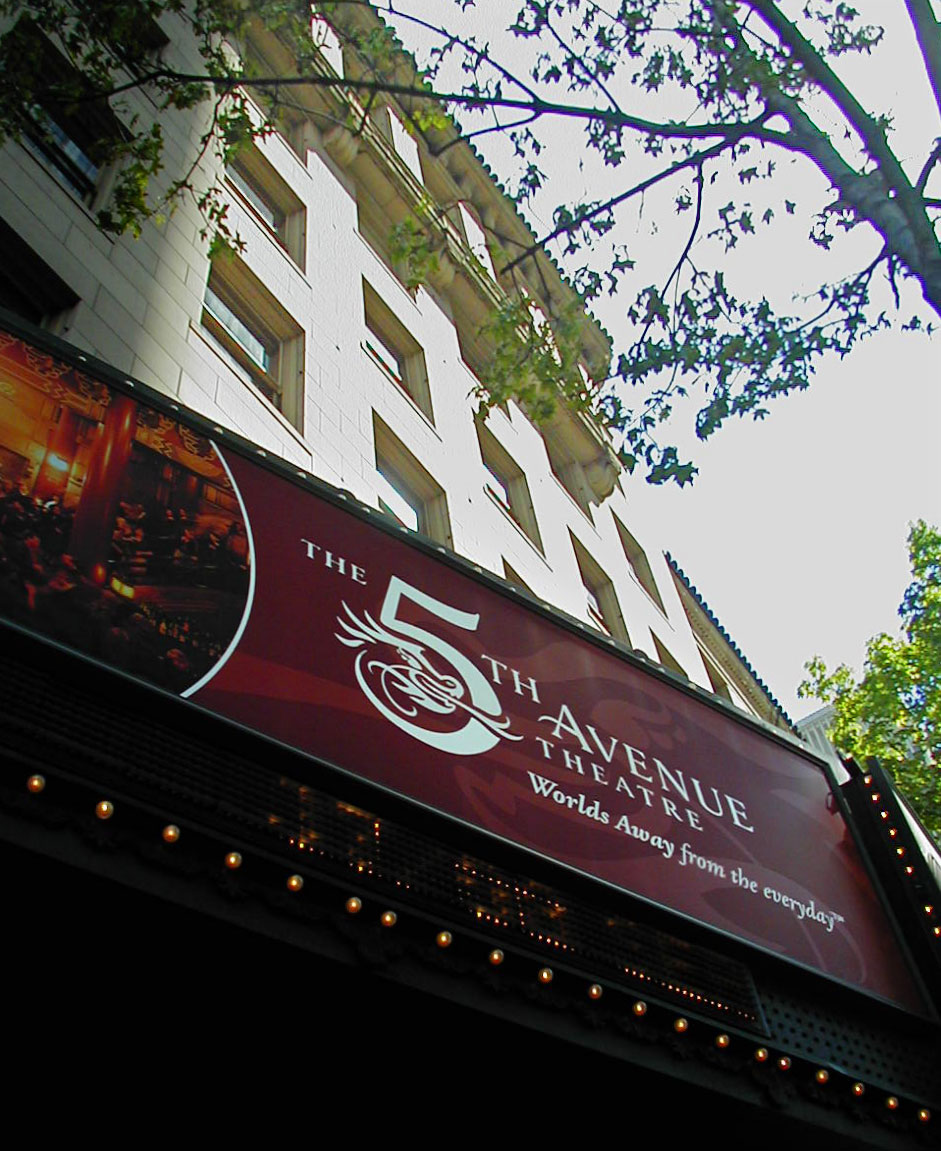

O 5th Avenue Theatre (muitas vezes referido apenas como 5th Avenue ou 5th) é um teatro localizado em um prédio histórico na cidade de Seattle, Washington, nos Estados Unidos. Ele já recebeu diversas produções teatrais e filmes desde que foi inaugurado em 1926. O edifício e o terreno é propriedade da Universidade de Washington. O teatro, localizado na 1308 Fifth Avenue, no histórico Skinner Building, é listado no Registro Nacional de Lugares Históricos dos Estados Unidos desde 1978.